# جفری پیرس

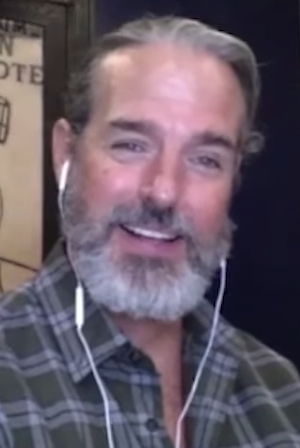
جفری پیرس؛ بازیگر، کارگردان، تهیه کننده و نوسنده آمریکایی

جفری پیرس (انگلیسی: Jeffrey Pierce؛ زادهٔ ۱۳ دسامبر ۱۹۷۱) یک هنرپیشه، و کارگردان اهل ایالات متحده آمریکا است. وی از سال ۱۹۹۷ میلادی تاکنون مشغول فعالیت بوده‌است.
از فیلم‌های معروف او می‌توان به بازی در فیلم سیمون، بدل و انسان‌های فردا اشاره کرد.